# Symphoromyia cruenta
Symphoromyia cruenta är en tvåvingeart som beskrevs av Daniel William Coquillett 1894. Symphoromyia cruenta ingår i släktet Symphoromyia och familjen snäppflugor.
Artens utbredningsområde är Kalifornien. Inga underarter finns listade i Catalogue of Life.